# Gouverneur Morris
Gouverneur Morris (Morrisania (New York), 31 januari 1752 – aldaar, 6 november 1816) was een Amerikaans politicus. Hij was een senator namens de staat New York en een van de ondertekenaars van de grondwet.

## Levensloop
Morris studeerde aan King's College, de voorloper van Columbia University. Hij behaalde daar in 1771 een master. Vier jaar later werd hij gekozen in het Provinciale Congres van New York. Morris was een voorstander van onafhankelijkheid ten opzichte van Groot-Brittannië en kwam daarover in conflict met zijn familie. Toen de Britten in 1776 de stad New York veroverden viel het familielandgoed ook in hun handen. Zijn moeder, een Loyalist, gaf het aan de Britten om te gebruiken voor militaire doeleinden.
Door de staat New York werd Morris in 1778 gekozen als afgevaardigde naar het Continental Congress. Hij nam meteen zitting in een comité dat zich bezighield met de hervorming van het leger. Hij werd een van de belangrijkste woordvoerders van het Continental Army in het Congress voor de belangen van het leger. Als afgevaardigde ondertekende Morris de Articles of Confederation.
Morris werd in 1779 niet herkozen in het Congress, vooral omdat hij bepleiter was van een sterke centrale overheid. Dit was strijdig met de belangen van New York. Na zijn periode in het Congress trok hij naar Philadelphia en werkte daar als advocaat en koopman. In 1780 was hij betrokken bij een ongeluk waardoor hij zijn linkerbeen verloor. Daarvoor in de plaats kreeg hij een houten poot. Volgens eigen zeggen verloor Morris zijn been door een ongeluk met een koets, maar ook ging het verhaal rond dat hij zijn been verloor toen hij bij een vrouw uit een raam sprong, omdat hij vluchtte voor een jaloerse echtgenoot.
In Philadelphia werkte de koopman nauw samen met Robert Morris (geen familie). Op zijn voorstel vaardigde Pennsylvania Morris af  naar de Constitutional Convention waar een grondwet wordt opgesteld. Tijdens de Conventie was Morris een bondgenoot van George Washington en anderen wanneer hij pleitte voor een sterke centrale overheid. Hij geeft de meeste speeches van alle afgevaardigden, namelijk 173 in totaal. Hij pleitte vooral voor het recht van het uitoefenen van een religie zonder inmenging van de overheid of derden. Ook is hij een van de weinigen die zich openlijk uitsprak tegen de slavernij. Morris had uiteindelijk  zitting in een uit vijf man bestaand comité dat de laatste hand legt aan de grondwet. Een groot deel van het schrijfwerk deed Morris.
Morris verhuisde in 1789 voor zaken naar Frankrijk. Van 1792 tot 1794 diende hij als de Amerikaanse ambassadeur in Frankrijk. Hij maakte de Franse Revolutie van dichtbij mee. Zijn dagboeken, waarin hij ook veel schreef over zijn affaires met vrouwen, vormden een belangrijk verslag over de Revolutie. Hij stond veel kritischer tegenover de Franse Revolutie dan Thomas Jefferson en sympathiseerde meer met de Franse koningin Marie Antoinette.
Twee jaar na zijn terugkeer in de Verenigde Staten in 1798 werd Morris namens New York gekozen in de Senaat. Hij behoorde daar tot de Federalistische Partij. In 1803 stelde hij zich herkiesbaar, maar verloor bij de verkiezingen. Na zijn vertrek uit de Senaat gaf hij van 1810 tot 1813 leiding aan de commissie die het voorstel deed om het Eriekanaal te graven. Dit kanaal verbond de Hudsonrivier met het Eriemeer, een van de grote meren. Daardoor werd het binnenland van de Verenigde Staten veel beter bereikbaar.
Uiteindelijk verloor Morris in 1816 het leven nadat hij een stuk walvisbot door zijn urineleider had gestoken om een blokkade te verhelpen.
- Bibliothèque nationale de France: cb13197338t (data)
- CiNii: DA03040420
- Gemeinsame Normdatei: 118784994
- International Standard Name Identifier: 0000 0001 1061 9315
- Library of Congress Control Number: n50006168
- MusicBrainz: 67a9f34e-4416-4cc9-9065-9ccd9961a6f1
- Nationale Bibliotheek van Israël: 987007265665405171
- Nationale en Universitaire bibliotheek Zagreb: 000164001
- Nederlandse Thesaurus van Auteursnamen: 120944332
- Réseau des bibliothèques de Suisse occidentale: 02-A012639683
- LIBRIS: 305253
- SNAC: w6330n0n
- Système universitaire de documentation: 050599542
- Biographical Directory of the United States Congress: M000976
- Virtual International Authority File: 50021385
- WorldCat: E39PBJgMC9Bv98CCgPFWp7wwG3

Baldwin · Bassett · Bedford · Blair · Blount · Brearley · Broom · Butler · Carroll · Clymer · Daniel · Dayton · Dickinson · Few · Fitzsimons · Franklin · Gilman · Gorham · Hamilton · Ingersoll · Johnson · King · Langdon · Livingston · Madison · McHenry · Mifflin · G. Morris · R. Morris · Paterson · C. C. Pinckney · Pinckney · Read · Rutledge · Sherman · Spaight · Washington · Williamson · Wilson